# غواصة فكتور
غواصة صنف كيروف (بالإنجليزية: Victor-class submarine)‏ وهو لقب تعريف الناتو لها، وهي غواصة روسية تستطيع حمل رؤوس نووية وإسمها بروجيكت 671 (بالروسية: Проект 671) أُنشئت في سنة 1968 في أيام الإتحاد السوفييتي وهي على شكل دمعوي مما يعطيها سُرعة أكثر، يتواجد فيها أنابيب صُممت لحماية الأساطيل الروسية من الصواريخ الباليستية للغواصات الأمريكية.